# Hugo de Cardona
Hugo de Cardona y Ventimiglia (c.1470, Sicilia? - Gaeta, 26 de julio de 1503), hijo de Artal de Cardona, II Conde de Collesano y María Ventimiglia, fue un noble y militar italo-español de la rama siciliana de la casa de Cardona, que sirvió como capitán de caballería a los reyes Fernando I de Nápoles y Fernando II de Aragón durante las guerras italianas por el control del reino de Nápoles

## Guerras por el reino de Nápoles
En 1495 participó en la primera batalla de Seminara de las guerras italianas junto con el Gran Capitán.
Durante la siguiente guerra de Nápoles tuvo un papel muy activo. Defendió infructuosamente Capua del asedio francés durante el verano de 1501, siendo apresado por los franceses y posteriormente liberado, bien por intercambio con el príncipe de Visignano, prisionero del rey Fernando de Nápoles, o por pago de rescate por parte de César Borgia, al que pasó a servir durante un breve espacio de tiempo.
Tras reiniciarse las hostilidades entre españoles y franceses en el verano, marchó desde Roma con seiscientos hombres, haciendo levantar el asedio que los franceses habían puesto sobre Terranova. En la  tercera batalla de Seminara derrotó al ejército francés liderado por el general de ascendencia escocesa Bérault Stuart d'Aubigny.
Murió durante el asedio de la Gaeta, en 1503, herido por una bala de la artillería que defendía la ciudad del ataque español.

## Capitán de la guardia del papa Borgia
Tras ser liberado por los franceses, pasó a servir un tiempo a César Borgia, hijo del papa Alejandro VI, siendo capitán de la guardia del pontífice. Hacia septiembre de 1502 volvió al servicio del rey católico marchando al reino de Nápoles entrando en Isquia con unos seiscientos hombres.